# 2300 Jackson Street
2300 Jackson Street ist das 17. und damit letzte Album der US-amerikanischen Band The Jacksons. Das Album wurde größtenteils ohne Leadsänger Michael Jackson aufgenommen, der die Band bereits 1984 verlassen hatte. Er gastiert nur im biografischen Titelsong. Benannt ist das Album nach der gleich lautenden Adresse des Hauses in Gary, in der die Brüder aufwuchsen.

## Titelliste
1. Art Of Madness
2. Nothin (That Compares To U)
3. Maria
4. Private Affair
5. 2300 Jackson Street
6. Harley
7. She
8. Alright with Me
9. Play It Up
10. Midnight Rendezvous
11. If You’d Only Believe

### 2300 Jackson Street (Expanded Version)
1. Art Of Madness
2. Nothin (That Compares 2 U)
3. Maria
4. Private Affair
5. 2300 Jackson Street
6. Harley
7. She
8. Alright with Me
9. Play It Up
10. Midnight Rendezvous
11. If You’d Only Believe
12. Nothin (That Compares 2 U) (7″ Edited Version)
13. Nothin (That Compares 2 U) (The Mix)
14. Nothin (That Compares 2 U) (Choice Dub)
15. Nothin (That Compares 2 U) (Extended Version)
16. Nothin (That Compares 2 U) (Sensitive Vocal Mix)
17. Nothin (That Compares 2 U) (Bass World Dub)
18. 2300 Jackson Street (Short Version)
19. 2300 Jackson Street (The Family Mix Edit)
20. 2300 Jackson Street (The Family Mix)
21. 2300 Jackson Street (Instrumental)
22. Art Of Madness (Vocal Mix)
23. Art Of Madness (7″ House Mix)
24. Art Of Madness (12″ House Mix)
25. Art Of Madness (Percapella)
26. Art Of Madness (Instrumental)
27. Please Come Back To Me (B-Side)
28. When I Look At You (B-Side)
29. Keep Her (Larrabee Mix – B-Side)

## Charts und Chartplatzierungen

### Album
| Jahr | Titel               | Höchstplatzierung, Gesamtwochen, AuszeichnungChartplatzierungen (Jahr, Titel, Platzierungen, Wochen, Auszeichnungen, Anmerkungen) | Höchstplatzierung, Gesamtwochen, AuszeichnungChartplatzierungen (Jahr, Titel, Platzierungen, Wochen, Auszeichnungen, Anmerkungen) | Höchstplatzierung, Gesamtwochen, AuszeichnungChartplatzierungen (Jahr, Titel, Platzierungen, Wochen, Auszeichnungen, Anmerkungen) | Höchstplatzierung, Gesamtwochen, AuszeichnungChartplatzierungen (Jahr, Titel, Platzierungen, Wochen, Auszeichnungen, Anmerkungen) | Höchstplatzierung, Gesamtwochen, AuszeichnungChartplatzierungen (Jahr, Titel, Platzierungen, Wochen, Auszeichnungen, Anmerkungen) | Anmerkungen                        |
| Jahr | Titel               | DE | CH | UK | US | R&B | Anmerkungen                        |
| ---- | ------------------- | --- | --- | --- | --- | --- | ---------------------------------- |
| 1989 | 2300 Jackson Street | DE21 (15 Wo.)DE | CH21 (4 Wo.)CH | UK39 (3 Wo.)UK | US59 (11 Wo.)US | R&B14 (23 Wo.)R&B | Erstveröffentlichung: 28. Mai 1989 |

### Singles
| Jahr | Titel                      | Höchstplatzierung, Gesamtwochen, AuszeichnungChartplatzierungen (Jahr, Titel, , Platzierungen, Wochen, Auszeichnungen, Anmerkungen) | Höchstplatzierung, Gesamtwochen, AuszeichnungChartplatzierungen (Jahr, Titel, , Platzierungen, Wochen, Auszeichnungen, Anmerkungen) | Höchstplatzierung, Gesamtwochen, AuszeichnungChartplatzierungen (Jahr, Titel, , Platzierungen, Wochen, Auszeichnungen, Anmerkungen) | Höchstplatzierung, Gesamtwochen, AuszeichnungChartplatzierungen (Jahr, Titel, , Platzierungen, Wochen, Auszeichnungen, Anmerkungen) | Höchstplatzierung, Gesamtwochen, AuszeichnungChartplatzierungen (Jahr, Titel, , Platzierungen, Wochen, Auszeichnungen, Anmerkungen) | Anmerkungen                     |
| Jahr | Titel                      | DE | CH | UK | US | R&B | Anmerkungen                     |
| ---- | -------------------------- | --- | --- | --- | --- | --- | ------------------------------- |
| 1989 | Nothin (That Compares 2 U) | DE26 (14 Wo.)DE | CH24 (3 Wo.)CH | UK33 (7 Wo.)UK | US77 (7 Wo.)US | R&B4 (13 Wo.)R&B | Erstveröffentlichung: Mai 1989  |
| 1989 | 2300 Jackson Street        | — | — | UK76 (3 Wo.)UK | — | R&B9 (13 Wo.)R&B | Erstveröffentlichung: Juli 1989 |